# Refuge du Grenairon
Le refuge du Grenairon est un refuge situé en France, dans le département de la Haute-Savoie, sur la commune de Sixt-Fer-à-Cheval.

## Histoire
Le refuge du Grenairon (chalet hôtel du Buet) est l’un des premiers refuges de la commune de Sixt-Fer-à-Cheval. Il est construit en 1910. C'est une étape indispensable pour de nombreux randonneurs qui effectuent l’ascension du mont Buet (le « mont Blanc des Dames ») à 3 096 m d’altitude.
En 1984, un incendie dû à la foudre détruisit l’ancien bâtiment ; il fut reconstruit en 1985 à l'identique.

## Description
C'est un refuge gardé, situé à 1 974 m d'altitude, et disposant d'une capacité de 85 places.